# UFC 136
UFC 136: Edgar vs. Maynard 3（ユーエフシー・ワンサーティシックス：エドガー・バーサス・メイナード・スリー）は、アメリカ合衆国の総合格闘技団体「UFC」の大会の一つ。2011年10月8日、テキサス州ヒューストンのトヨタセンターで開催された。

## 大会概要
本大会ではUFC世界ライト級タイトルマッチとUFC世界フェザー級タイトルマッチが組まれた。
キャリア6戦全勝のスタイプ・ミオシッチがUFCデビュー。

## 試合結果

### プレリミナリーカード
第1試合 ミドル級ワンマッチ 5分3R
○  マイク・マッセンジオ vs.  スティーブ・キャントウェル ×
3R終了 判定3-0（29-28、30-27、29-28）
第2試合 ミドル級ワンマッチ 5分3R
○  アーロン・シンプソン vs.  エリック・シェイファー ×
3R終了 判定3-0（30-27、30-27、30-27）
第3試合 フェザー級ワンマッチ 5分3R
○  ダレン・エルキンス vs.  ジャン・ティエカン ×
3R終了 判定3-0（30-27、30-27、30-26）
第4試合 ヘビー級ワンマッチ 5分3R
○  スタイプ・ミオシッチ vs.  ジョーイ・ベルトラン ×
3R終了 判定3-0（29-28、30-27、29-28）

### Spike中継カード
第5試合 ライト級ワンマッチ 5分3R
○  アンソニー・ペティス vs.  ジェレミー・スティーブンス ×
3R終了 判定2-1（29-28、28-29、29-28）
第6試合 ミドル級ワンマッチ 5分3R
○  デミアン・マイア vs.  ジョルジ・サンチアゴ ×
3R終了 判定3-0（30-27、30-27、30-27）

### メインカード
第7試合 ライト級ワンマッチ 5分3R
○  ジョー・ローゾン vs.  メルヴィン・ギラード ×
1R 0:47 リアネイキドチョーク
第8試合 フェザー級ワンマッチ 5分3R
○  ナム・ファン vs.  レオナルド・ガルシア ×
3R終了 判定3-0（29-28、29-28、29-28）
第9試合 ミドル級ワンマッチ 5分3R
○  チェール・ソネン vs.  ブライアン・スタン ×
2R 3:51 肩固め
第10試合 UFC世界フェザー級タイトルマッチ 5分5R
○  ジョゼ・アルド vs.  ケニー・フロリアン ×
5R終了 判定3-0（49-46、49-46、49-46）
※アルドが2度目の防衛に成功。
第11試合 UFC世界ライト級タイトルマッチ 5分5R
○  フランク・エドガー vs.  グレイ・メイナード ×
4R 3:54 KO（右フック→パウンド）
※エドガーが3度目の防衛に成功。

### 各賞
ファイト・オブ・ザ・ナイト： ナム・ファン vs. レオナルド・ガルシア
ノックアウト・オブ・ザ・ナイト： フランク・エドガー
サブミッション・オブ・ザ・ナイト： ジョー・ローゾン
各選手にはボーナスとして75,000ドルが支給された。